# 多布羅特維爾
50°12′20″N 24°23′7″E / 50.20556°N 24.38528°E

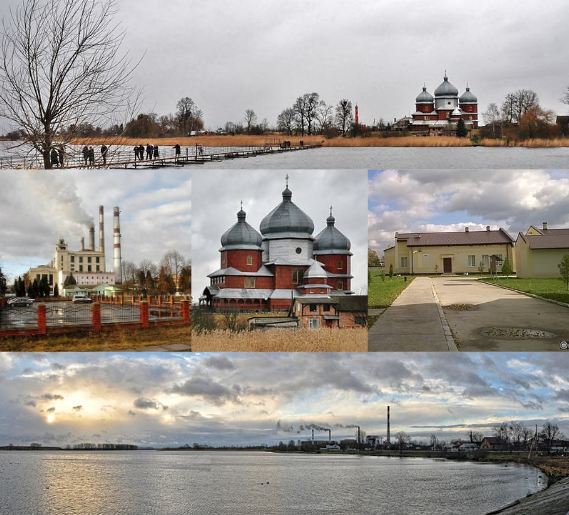
多布羅特維爾

多布羅特維爾（羅馬化：Dobrotvir）是烏克蘭的鎮，位於該國西部利沃夫州舍普季茨基區多布羅特維爾市鎮，處於西布格河畔，始建於1951年，面積2.87平方公里，2013年人口6,480，人口密度每平方公里2,257.84人。